# V384 Волка
V384 Волка (лат. V384 Lupi) — одиночная переменная звезда в созвездии Волка на расстоянии (вычисленном из значения параллакса) приблизительно 17414 световых лет (около 5339 парсеков) от Солнца. Видимая звёздная величина звезды — от +13,9m до +13,3m.

## Характеристики
V384 Волка — жёлто-белая пульсирующая переменная звезда типа RR Лиры (RRAB) спектрального класса F. Эффективная температура — около 6267 K.